# Kid Cudi
Scott Ramón Seguro Mescudi (Cleveland, Ohio; 30 de enero de 1984), más conocido como Kid Cudi, es un rapero, cantante y actor estadounidense. 
Debutó en la música con su mixtape "A Kid Named Cudi" en el año 2009. Su primer disco es Man on the Moon: The End of Day y fue publicado el 15 de septiembre de 2009. En él Kid Cudi colabora con artistas como Common, Kanye West, Jasson Auge entre otros. El primer sencillo de su álbum debut fue "Day 'n' Nite" el cual estuvo por varias semanas en el tercer puesto de la Billboard Hot 100, siendo un éxito en la mayoría de las listas musicales. En octubre de 2010, Cudi anunció que formaría una banda de rock, conocido internacionalmente como WZRD, junto a su frecuente colaborador y viejo amigo Dot da Genius. Su álbum debut auto-titulado fue lanzado el 28 de febrero de 2012.

## Biografía
Kid Cudi nació en Cleveland, Ohio. En su niñez fue cambiado varias veces de escuela debido al trabajo de su padre; al terminar sus estudios se preparó para los estudios superiores, estudiando cine en la Universidad de Toledo (Ohio), pero lo dejó a la edad de 20 años para seguir sus sueños de ser cantante. Lanzó su primer mixtape A Kid Named Cudi, el cual llamó la atención del rapero Kanye West. Debido a esto, más tarde firmó un contrato con la discográfica de West GOOD Music.
Su primer trabajo profesional y con un contrato discográfico fue colaborar con el álbum de West 808s & Heartbreak ayudando en las voces con la canción "Welcome to Heartbreak" y componiendo los temas "Heartless" y "Paranoid". Por su parte, "Welcome to Heartbreak" llegó hasta la posición 87 en Billboard pop 100, en la primera semana de salida del disco.
Su primera aparición en televisión fue en los MTV Video Music Awards del año 2008 junto a Travis Barker y DJ AM. En el 2009 apareció en la serie de Snoop Dogg Dogg After Dark cantando su primer éxito "Day 'n' Nite". Dos días después de haber aparecido en el show acudió a BET's 106 & Park junto a Kanye West, en donde estrenó el vídeo de su primer sencillo. Un mes después apareció en el vídeo de "T.O.N.Y." de la cantante Solange, además apareció en el video musical de "I Gotta Feeling" de los Black Eyed Peas y colaboró con el DJ David Guetta en su disco "One Love" con la canción "Memories".
"Day 'n' Nite", el primer sencillo de su disco debut, ha sido un gran éxito comercial, llegando al número 3 de Billboard hot 100 y siendo número 1 en varias listas musicales. Hasta marzo de 2013, «Day 'N' Nite» vendió 2 871 000 descargas en los Estados Unidos, donde se convirtió en el sencillo más vendido de Kid Cudi, según Nielsen SoundScan.
"Make Her Say" (originalmente llamada "I Poke Her Face") es el segundo sencillo del disco, el cual usa los coros de la versión acústica de "Poker Face" de la cantante Lady Gaga con el cual ella quería colaborar en el vídeo, pero lamentablemente debido a su apretada agenda no pudo. También cuenta con la colaboración de los ya nombrados Kanye West y Common.
También colaboró en el remix oficial de Did it again, segundo sencillo internacional de She wolf, el álbum de Shakira lanzado en 2009. Además aparece en el video con escenas inéditas.
Después de debutar exitosamente con su álbum 'Man on the Moon: The End of Day' el rapero de Cleveland ya piensa en su siguiente álbum, hace poco hemos sabido que el título de su próximo CD será 'Man On The Moon II: The Legend of Mr. Rager' por lo que ha desechado el nombre que hasta ahora se pensaba que llevaría el álbum Cudder: The Revolution of Evolution. Según palabras del propio Cudi este nuevo CD "Va a explicar más sobre quién soy".
En el apartado de colaboraciones Cudi adelanto que entre otros artistas contara con Pharrell, Snoop y Jim Jonsin.
Fue telonero en el Monster Ball (gira de Lady Gaga para promocionar The Fame Monster).
Kid Cudi es conocido, además de por su música, también por su gran apología de la marihuana: es uno de los cantantes que más la utiliza para elevar su nivel de creatividad al límite. Últimamente la está dejando.
Actualmente está colaborando como actor secundario en la serie de la HBO "How to make it in America", en España "Buscarse la vida en América".
Ha realizado colaboraciones este mismo año con: Big Boi, Steve Aoki & Travis Barker, Hit-Boy y muchos más.
En la actualidad Kid Cudi ha renunciado a las drogas anuncio en su página web:

"Yo ya no fumo marihuana, la dejaré para los niños. Tengo 27 años y negocios que atender así que necesito estar alerta y concentrado con la mente fuerte.
Para aquellos que todavía lo hacen, fumense uno en mi memoria como tu fumador solitario favorito.
Esto no es una broma, se que la mayoría de ustedes quieren verme todo drogado y jodido y se que la miseria ama la compañía pero..
lo siento, esos días han terminado. Tuve una buena racha, Ámsterdam y todo. Estoy feliz de estar sobrio, estoy feliz de ser un nuevo yo, no me importa quien piense de mi diferente, no les importó si en primer lugar no pueden estar orgullosos de mi por madurar y comenzar un nuevo capítulo. No soy su marioneta o tu bailarín adicto a las drogas aquí para ser su miserable musa, yo siempre hago música para mi para ayudarme a mi mismo a encontrar la comprensión. Finalmente he aprendido de las palabras en mis canciones, yo amo a quien me ama y a quien verdaderamente le importó.
Aprendan de esto, siempre hay una luz al final del túnel. El infierno tiene una salida y yo la he encontrado. Para aquellos que buscan una salida, deje la puerta abierta y estaré esperando al que quiera madurar conmigo. Amor y paz, Cudi."

## Discografía
Álbumes de estudio
- 2009: Man on the Moon: The End of Day
- 2010: Man on the Moon II: The Legend of Mr. Rager
- 2012: WZRD (como parte de WZRD)
- 2013: Indicud
- 2014: Satellite Flight: The Journey to Mother Moon
- 2015: Speedin’ Bullet 2 Heaven
- 2016: Passion, Pain & Demon Slayin'
- 2018: Kids See Ghost
- 2020: Man on the Moon III: The Chosen
- 2022: Entergalactic
- 2024: Insano
- 2024: Insano (Nitro Mega)

Mixtape
- A Kid Named Cudi (2008)
- How to Make It in America (2010)
- Pursuit Of Happiness (Steve Aoki Remix Edit) [Proyect X Soundtrack]

Sencillos
- "Day 'n' Nite" (2008)
- "Make Her Say" (2009)
- "Pursuit of Happiness" (2009)
- "Alive"
- "Erase Me" (2010)
- "All Along"
- "Scott Mescudi vs. the World" (con Cee Lo Green) (2010)
- "Mr. Rager"
- "Revofev"
- "That Tree"
- "Marijuana" (2011)
- "No One Believes Me" (2011)
- "King Wizard" (2012)
- "Just What I Am" (2012)
- "Teleport 2 Me, Jamie" (con WZRD) (2012)
- "Inmortal" (2013)
- "Stars in the Sky" (Para Sonic 2, la película) (2022)

Colaboraciones
- 2008: "Welcome to Heartbreak" (Kanye West con Kid Cudi)
- 2009: "Welcome to the World" (Kevin Rudolf con Kid Cudi)
- 2009: "Rollin'" (Jackie Chain con Kid Cudi)
- 2009: "She Came Along" (Sharam con Kid Cudi)
- 2009: "Did It Again" (Shakira con Kid Cudi)
- 2009: "Can't Stop Me" (Chip tha Ripper & The Almighty Gloryus con Kid Cudi)
- 2010: "Memories" (David Guetta con Kid Cudi)
- 2010: "That Tree" (Snoop Dogg con Kid Cudi)
- 2010: "Scott Mescudi vs. the World" (featuring Cee Lo Green)
- 2010: "Symphonies" (Remix) (Dan Black con Kid Cudi)
- 2011: "All of the Lights" (Kanye West con Rihanna & Kid Cudi)
- 2011: "Run" (The Knux con Kid Cudi)
- 2011: "Ask About Me" (Chip tha Ripper con Kid Cudi)
- 2011: "Don't Kick the Chair" (Dia Frampton con Kid Cudi)
- 2012: "Cudi the Kid" (Steve Aoki con Kid Cudi & Travis Barker)
- 2012: "GloryUs" (Chip tha Ripper con Kid Cudi)
- 2016: "Through the late Night" (Travis Scott con Kid Cudi)
- 2020: "A Sweeter Place" (Selena Gomez con Kid Cudi)
- 2021: "8-Ball" (Pop Smoke con Kid Cudi)

## Premios y nominaciones

### Premios Grammy
| Año  | Trabajo nominado                                       | Categoría                                  | Resultado |
| ---- | ------------------------------------------------------ | ------------------------------------------ | --------- |
| 2010 | "Day 'n' Nite"                                         | Mejor colaboración de rap                  | Nominado  |
| 2010 | "Day 'n' Nite"                                         | Mejor canción de rap                       |           |
| 2010 | "Make Her Say" (con Kanye West y Common)               | Mejor interpretación rap de un dúo o grupo |           |
| 2012 | "All of the Lights" (con Kanye West, Rihanna y Fergie) | Canción del año                            |           |
| 2012 | "All of the Lights" (con Kanye West, Rihanna y Fergie) | Mejor colaboración de rap/cantada          | Ganador   |
| 2012 | "All of the Lights" (con Kanye West, Rihanna y Fergie) | Mejor canción de rap                       |           |